# Marco Habermann
Marco Habermann (* 19. Januar 1991 in Peißenberg) ist ein deutscher Eishockeyspieler, der seit 2017 bei den Füchsen Duisburg in der Oberliga Nord unter Vertrag steht.

## Karriere
Marco Habermann begann seine Karriere als Eishockeyspieler in der Nachwuchsabteilung des ESV Kaufbeuren, für den er von 2004 bis 2006 unter anderem in der Schüler-Bundesliga sowie der Jugend-Bundesliga aktiv war. Anschließend wechselte der Flügelspieler zum Kölner EC, mit dessen Juniorenmannschaft er in der Saison 2006/07 auf Anhieb den Meistertitel der Deutschen Nachwuchsliga gewann. Im Laufe der folgenden Spielzeit verließ er Köln wieder und schloss sich dem DNL-Team des SC Riessersee an, für das er eineinhalb Jahre lang spielte. Im Laufe der Saison 2008/09 kam er parallel für den EC Peiting, für den er in der drittklassigen Eishockey-Oberliga auflief, zu seinen ersten Einsätzen im Seniorenbereich. Zudem stand er in sechs Spielen für Peitings Mannschaft aus der Junioren-Bundesliga auf dem Eis. Von 2009 bis 2012 spielte der Linksschütze schließlich als Stammspieler für die Profimannschaft seines Ex-Klubs ESV Kaufbeuren in der 2. Eishockey-Bundesliga.
Zur Saison 2012/13 wurde Habermann von der Düsseldorfer EG aus der Deutschen Eishockey Liga verpflichtet. Im November 2012 bestritt Habermann per Förderlizenz zwei Spiele für den Oberligisten EV Duisburg, fiel dann jedoch mit einer Bandscheibenverletzung aus. Im Januar 2013 wurde im Zuge der Behandlung seiner Bandscheibenprobleme festgestellt, dass Habermann an Diabetes mellitus leidet. Anfang April wurde bekannt, dass Habermann von der DEG für die Saison 2013/14 einen Vertrag angeboten bekam, den Habermann jedoch im Juli 2013 ablehnte.
Zur Saison 2013/14 wechselte Habermann zu den Heilbronner Falken in die DEL2. Nach Ablauf der Saison wechselte er zu den, aus der Oberliga aufgestiegenen, Kassel Huskies. In der folgenden Spielzeit lief Habermann für die Saale Bulls Halle in der Oberliga Nord auf. Im April 2016 verpflichtete ihn der EV Regensburg für die Saison 2016/17 der Oberliga Süd.
Im April 2017 wurde bekannt gegeben, dass Marco Habermann ab der Spielzeit 2017/18 für die Füchse Duisburg auflaufen wird.

## Erfolge und Auszeichnungen
- 2007 DNL-Meister mit dem Kölner EC

## Karrierestatistik
(Legende zur Spielerstatistik: Sp oder GP = absolvierte Spiele; T oder G = erzielte Tore; V oder A = erzielte Assists; Pkt oder Pts = erzielte Scorerpunkte; SM oder PIM = erhaltene Strafminuten; +/− = Plus/Minus-Bilanz; PP = erzielte Überzahltore; SH = erzielte Unterzahltore; GW = erzielte Siegtore; 1 Play-downs/Relegation; Kursiv: Statistik nicht vollständig)